# Šávoľ
Šávoľ, ungarisch Sávoly (bis 1927 slowakisch „Šavoľ“; ungarisch auch Füleksávoly) ist eine Gemeinde im Süden der Slowakei mit 596 Einwohnern (Stand 31. Dezember 2024). Sie gehört zum Okres Lučenec, einem Kreis des Banskobystrický kraj, und ist zugleich Teil der traditionellen Landschaft Novohrad.

## Geografie

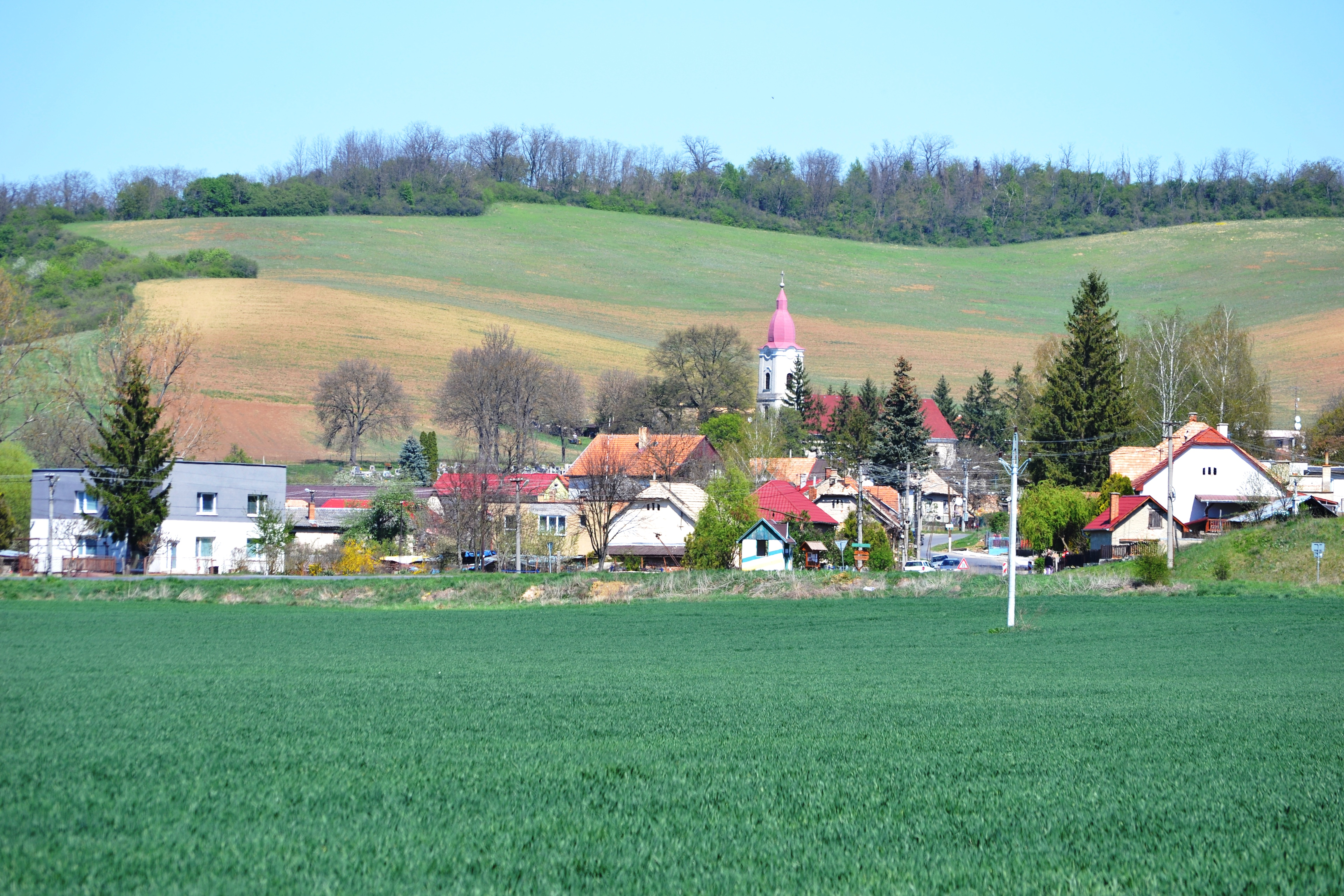
Šávoľ

Die Gemeinde befindet sich am Übergang vom Talkessel Lučenská kotlina, einer Untereinheit der Juhoslovenská kotlina, in das Bergland Cerová vrchovina, am Bach Šávoľský potok im Einzugsgebiet der Suchá und somit des Ipeľ. Das Ortszentrum liegt auf einer Höhe von 203 m n.m. und ist viereinhalb Kilometer von Fiľakovo sowie 15 Kilometer von Lučenec entfernt.
Nachbargemeinden sind Buzitka im Westen und Norden, Husiná im Nordosten, Bulhary im Osten und Südosten und Fiľakovo im Süden.

## Geschichte

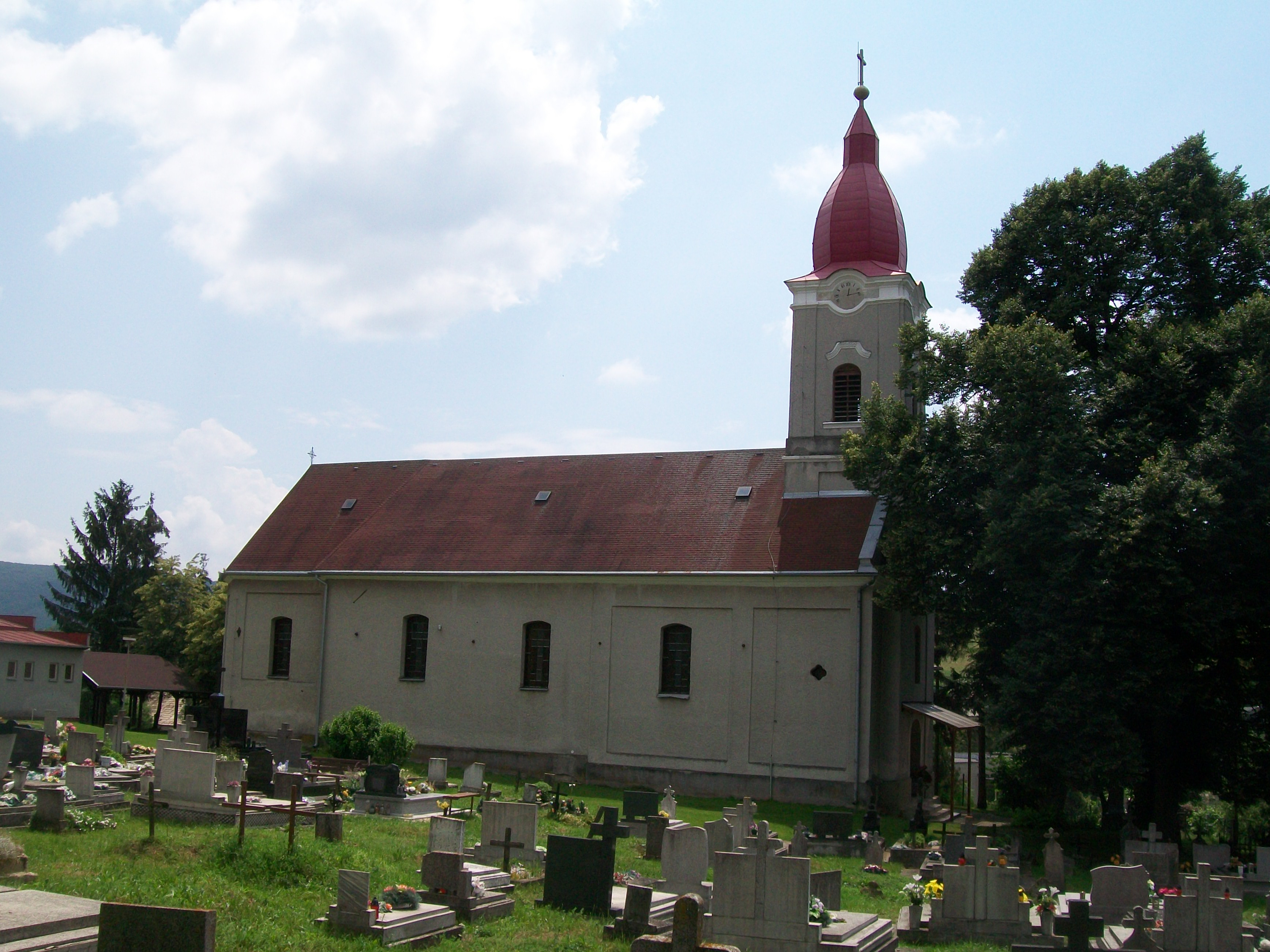
Heilig-Geist-Kirche im Ort

Auf dem Gemeindegebiet befand sich in der Jungsteinzeit eine Siedlung der Bükker Kultur sowie eine Siedlung aus der Zeit des Mährerreichs.
Šávoľ wurde zum ersten Mal 1384 als Saal schriftlich erwähnt, indirekt schon 1332–1337 und war Bestandteil der Herrschaft der Burg Fileck. Zwischen 1554 und 1593 stand das Gebiet unter türkischer Besetzung, als die Türken im letztgenannten Jahr in einer Schlacht beim Ort geschlagen wurden. 1828 zählte man 56 Häuser und 468 Einwohner, die als Landwirte beschäftigt waren. 
Bis 1918/1919 gehörte der im Komitat Neograd liegende Ort zum Königreich Ungarn und kam danach zur Tschechoslowakei beziehungsweise heute Slowakei. Auf Grund des Ersten Wiener Schiedsspruchs lag er von 1938 bis 1944 noch einmal in Ungarn. 

## Bevölkerung
| Jahr                | 1994 | 2004    | 2014    | 2024    |
| ------------------- | ---- | ------- | ------- | ------- |
| Anzahl der Personen | 554  | 582     | 561     | 596     |
| Unterschied         |      | +5,05 % | −3,60 % | +6,23 % |

| Jahr                | 2023 | 2024    |
| ------------------- | ---- | ------- |
| Anzahl der Personen | 592  | 596     |
| Unterschied         |      | +0,67 % |

Gemäß der Volkszählung 2011 wohnten in Šávoľ 573 Einwohner, davon 385 Magyaren, 113 Slowaken, 20 Roma und ein Tscheche. 54 Einwohner machten keine Angabe zur Ethnie.
500 Einwohner bekannten sich zur römisch-katholischen Kirche, jeweils drei Einwohner zu den Zeugen Jehovas, zur Evangelischen Kirche A. B. und zur evangelisch-methodistischen Kirche, jeweils zwei Einwohner zu den Baptisten und zur reformierten Kirche und ein Einwohner zu den Mormonen. Neun Einwohner waren konfessionslos und bei 50 Einwohnern wurde die Konfession nicht ermittelt.

## Bauwerke und Denkmäler
- römisch-katholische Heilig-Geist-Kirche im Barockstil, nach 1715 gebaut und 1805 erweitert[6]
- Wegkapelle im Barockstil aus dem späten 18. Jahrhundert